# Гомес Валентин, Мария
Мария Гомес Валентин (порт.-браз. Maria Gomes Valentim; 9 июля 1896, Карангола, Бразилия — 21 июня 2011, Карангола, Бразилия) — бразильская долгожительница, которая 4 ноября 2010 года в возрасте 114 лет 118 дней стала старейшим жителем Земли после смерти Эжени Бланшар. Однако фактически она была признана лишь 18 мая 2011 года, когда её возраст удалось верифицировать.

## Биография
Мария родилась 9 июля 1896 в Каранголе, штат Минас-Жерайс, Бразилия. Её родителями были Вашингтон и Идуина да Силва. Вышла замуж за Жозе Валентина в 1913 году, который умер в 1946 году.
В 2011 году она имела сына, которому за 90 лет, 4 внуков, 7 правнуков и 5 праправнуков. Её семья называет Марию "Бабушка Куита". Как утверждают её родственники, она могла унаследовать ген долгожительства от своего отца, прожившего почти 100 лет. Сама же Мария считала, что её долголетие результат здорового питания. Она каждый завтрак ела хлеб с фруктами и лишь изредка могла позволить себе бокал вина. Однако её внучка, 63-летняя Джейн Рибейро Моралес, поведала журналистам, что Мария обожает бразильское национальное блюдо фейжоада, которое готовят из бобов и солёной свинины.
Мария Гомес Валентин скончалась 21 июня 2011 года в возрасте 114 лет 347 дней от последствий пневмонии.